# Otto Oberhammer
Otto Oberhammer (* 25. September 1934 in Innsbruck) ist ein österreichischer Verwaltungsjurist.

## Leben
Der Tiroler Oberhammer machte im Wiener Justizministerium unter Justizminister Christian Broda Karriere. Angesichts der sich verschärfenden Gegensätze zwischen dem autoritär auftretenden Generalintendanten des ORF Gerd Bacher und dem ebenso machtbewussten Bundeskanzler Bruno Kreisky leitete letzterer eine Reform der ORF-Reform in die Wege, die die Kompetenzen des Generalintendanten beschneiden sollte. Im Gefolge dieser Reform wurde der als SPÖ-nahe geltende Ministerialjurist Oberhammer 1974 Generalintendant des Österreichischen Rundfunks (ORF), neuer Hörfunkintendant wurde Wolf In der Maur. Oberhammer galt als kompetenter Beamter, aber als mit dem Medium nicht ausreichend vertraut. Dagegen spricht allerdings seine Bilanz: Während seiner nur vier Jahre dauernden Amtszeit wurden das wegweisende Diskussionsformat „Club 2“, Trautl Brandstallers feministisches Leuchtturmformat „Prisma“ und die ikonischen Fernsehreihen „Ein echter Wiener geht nicht unter“ (vulgo: „Mundl“) und „Alpensaga“ nach dem Buch von Peter Turrini kreiert. Bei der Generalintendantenwahl 1978 wurde dennoch der Medienprofi Helmut Zilk Kandidat Kreiskys, der aber aufgrund des mehrheitsbildenden Einflusses der ORF-Betriebsräte dem erneut kandidierenden Gerd Bacher unterlag.
Otto Oberhammer war in der Folge bis Ende 1999 Sektionschef der Präsidialsektion im österreichischen Bundesministerium für Justiz. In dieser Funktion hat er die Modernisierung des internen Gerichtsbetriebs durch einen frühzeitigen Einsatz der EDV vorangetrieben. Zum Beispiel war er maßgeblich an der Digitalisierung des Grundbuchs in Österreich beteiligt.
Als Ende 1990 eine weitere Amtszeit des parteilosen Justizministers Egmont Foregger am Veto der SPÖ scheiterte, war Oberhammer als dessen (ebenfalls parteiloser) Nachfolger im Gespräch. Aufgrund von Vorbehalten in Teilen der ÖVP wurde ihm aber schließlich Nikolaus Michalek vorgezogen.

## Auszeichnungen
- 1985: Großes Goldenes Ehrenzeichen für Verdienste um die Republik Österreich[3]
- 1993: Großes Silbernes Ehrenzeichen mit dem Stern für Verdienste um die Republik Österreich[3]
- Ehrenzeichen des Landes Tirol
- Großkreuz des Danebrogordens